# Artiom Dziuba
Artiom Serguéievitx Dziuba (Moscou, 22 d'agost de 1988). És un jugador professional de futbol rus que juga com a davanter amb el FC Zenit Sant Petersburg i la selecció de Rússia.